# Société de la gravure sur bois originale
La Société de la gravure sur bois originale (SGBO) est une association professionnelle française de graveurs sur bois et d'amateurs d'estampes, fondée en 1911 à Paris et dissoute en 1935. 
Elle avait pour buts de maintenir la tradition du bois gravé typographique noir ou couleur, et d'affirmer cet art par des publications et des expositions. Elle regroupa une centaine d'artistes de toutes origines.

## Histoire

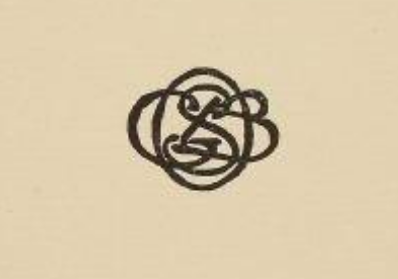
Marque de la SGBO (1927).

Il existait auparavant une Corporation française des graveurs sur bois fondée en 1896, et animée par Auguste Lepère, Tony Beltrand, Eugène Dété... Elle lança la revue L'Image puis disparut deux ans plus tard.
L'origine de la Société remonte à l'hiver 1911-1912, où un noyau d'amateurs et d'artistes comme Henri Beraldi, Auguste Lepère, Henri Paillard, Jacques Beltrand, Jean Émile Laboureur, Paul-Émile Colin, Pierre Gusman, et Amédée Joyau, se réunit et rédigea des statuts. Le groupement organisa, du 9 novembre au 25 décembre 1912, au pavillon de Marsan, l'exposition de 226 estampes originales sur bois dues à 41 graveurs français et étrangers. Puis il acquit des épreuves à répartir entre 24 souscripteurs appelés « Amis du Bois », pour une cotisation annuelle de 50 francs-or. Les graveurs de cette première Société furent invités à exposer en 1913 à l'Institut français de New-York, puis en 1914, à Stockholm et Florence (exposition « Bianco e Nero »). Les membres décidèrent de publier un album, Le Nouvel Imagier en juin 1914. La guerre de 1914-1918 désorganisa l'association, qui comptait au début du conflit 24 membres souscripteurs et seulement 9 graveurs. En 1918, sort un deuxième fascicule du Nouvel Imagier, suivi d'un troisième.
Le 15 mai 1920, Beltrand, Laboureur, Colin, Gusman, Émile Boizot, et Robert Bonfils refonde la S. G. B. O., « pour une durée indéterminée dans le but de créer un lien entre les artistes et les amateurs de ce procédé graphique, de maintenir la tradition du bois gravé typographique noir ou couleur, et d'affirmer cet art par des publications, des expositions, des conférences, des rétrospectives, etc. » Un certain Léon Comar (1863-1932) en fut le premier président, assisté de Colin et Gusman. En 1921, le siège est à la librairie Le Livre, 26 boulevard Malesherbes. La principale publication reste L'Imagier, album annuel comprenant 12 planches, et qui s'arrêta en 1929, après dix volumes, suivi d'un ultime album représentant en tout 144 bois originaux. Le premier imprimeur est François-Louis Schmied.
En 1921, elle comprenait 86 sociétaires, amateurs et graveurs confondus. L'exposition de janvier-février 1922 au pavillon de Marsan, la deuxième, et qui rassembla 124 graveurs, donna lieu à deux analyses enthousiastes, l'une de Gustave Kahn et l'autre, de Noël Clément-Janin. Une troisième exposition eut lieu en novembre-décembre 1928.
La Société est dissoute en 1935.

## Publications
Les productions ci-dessous constituent un remarquable témoignage des arts et expressions graphiques des années 1920. Outre des annuaires et comptes-rendus illustrés, des cartes postales, des plaquettes, des menus, et des ex-libris, on retiendra :

### Nouvel Imagier
- Le Nouvel Imagier publié sous le patronage de la Société de la gravure sur bois originale, édité par P. R. Roger et F. Chernoviz, Paris, 1914-1920 ; imprimé sur les presses de Frazier-Soye à 220 ex. Comprend des bois originaux d'Auguste Lepère, Pierre Gusman, Jacques Beltrand, Paul-Émile Colin, Jean Émile Laboureur, Émile Bernard, René Quillivic, Fernand Siméon, Robert Bonfils ; et des textes de Guillaume Apollinaire, Paul Fort, Ernest Renan...

### Imagier de la Société de la gravure sur bois originale
Chacun des 10 albums publiés entre 1920 et 1929 contient 12 planches, originales et signées, de douze artistes différents, format 33 x 25 cm. Le tirage dépasse rarement 200 exemplaires et est assuré par les presses de François-Louis Schmied sur vergé de Montval.

#### 1920

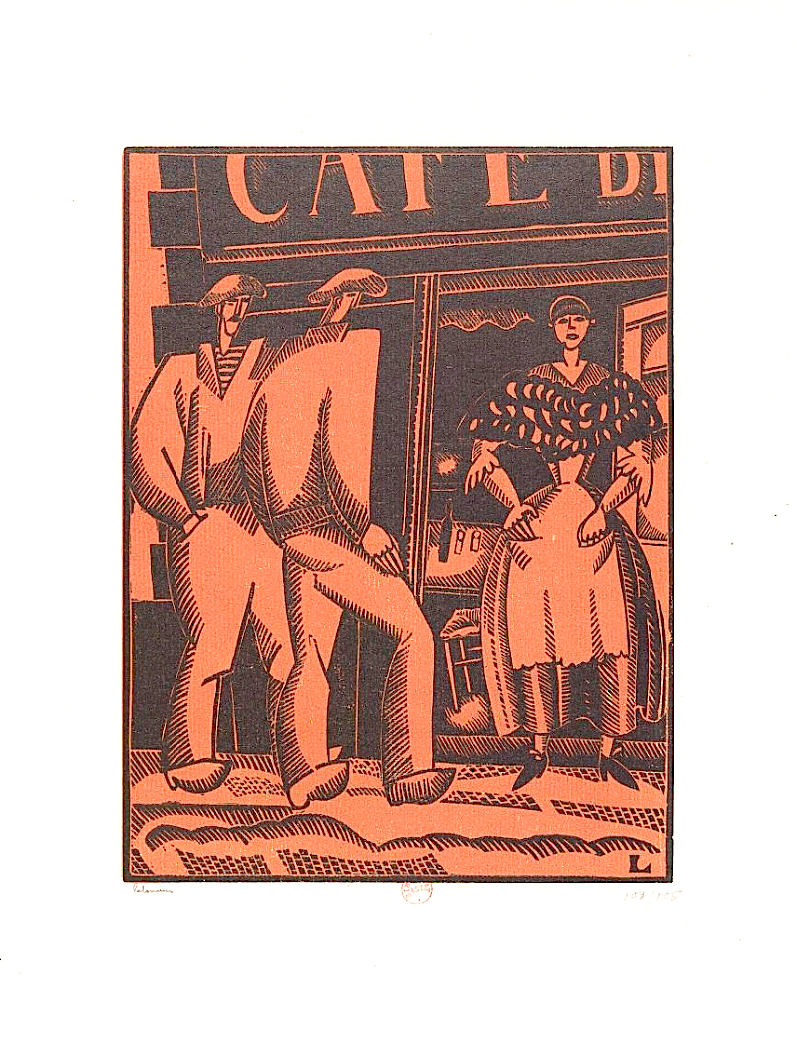
Laboureur : Café des alliés, publié dans lImagier (1920).

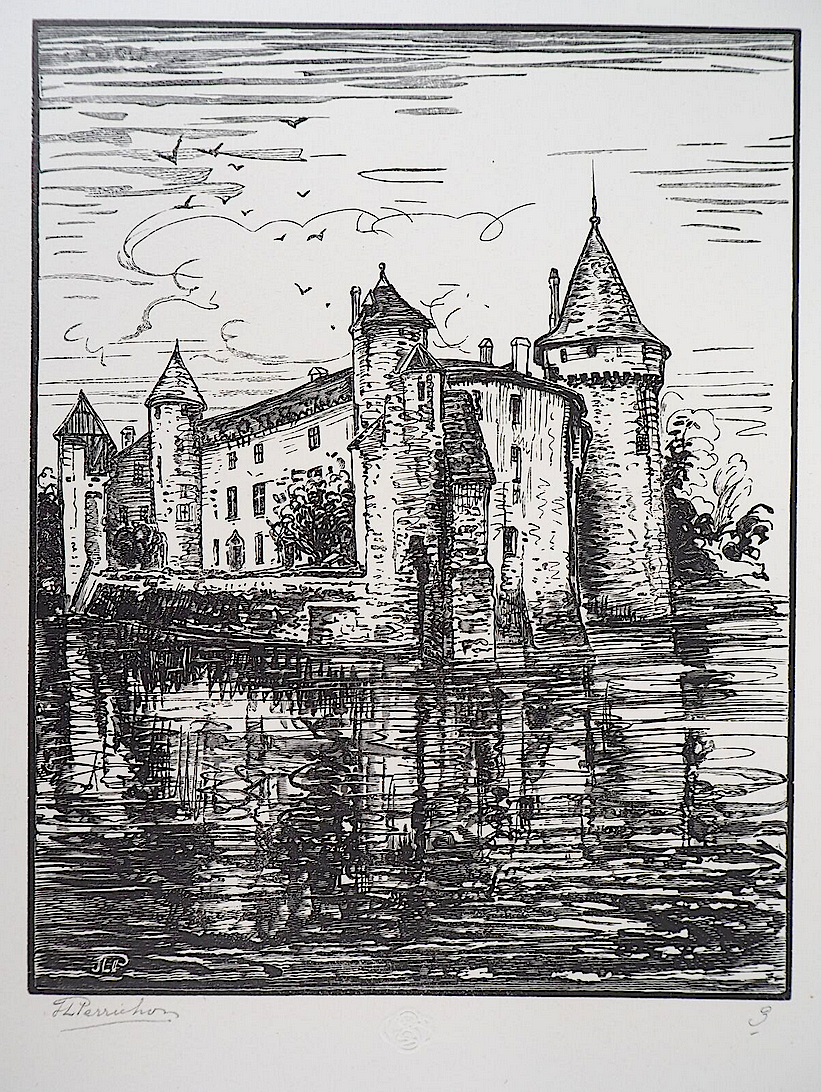
Perrichon : Le Château de Montesquieu [sic], publié dans lImagier (1920).

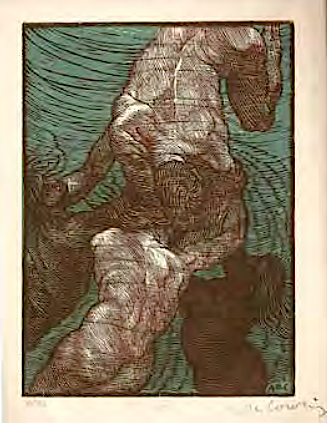
De Carolis : Ila, publié dans lImagier (1925).

Henri Amédée-Wetter, Jacques Beltrand, Émile Boizot, Robert Bonfils, Henry Cheffer, Paul-Émile Colin, Pierre Gusman, Jean-Émile Laboureur, Georges Le Meilleur, Jules-Léon Perrichon, René Quillivic, Fernand Siméon.

#### 1921
Paul Baudier, Camille Beltrand, Louis Bouquet, Honoré Broutelle, Raphaël Drouart, Hermann-Paul, Louis Jou, Jules Migonney, Morin-Jean, François-Louis Schmied, Maximilien Vox.

#### 1922
Henri Amédée-Wetter, Gabriel Belot, Honoré Broutelle, Jules Chadel, Henry Cheffer, Paul-Emile Colin, Hermann-Paul, Georges Le Meilleur, Herbert Lespinasse, Edward Pellens, Paul Vera, Jean-Baptiste Vettiner.

#### 1923
Paul Baudier, Jacques Beltrand, Émile Boizot, Robert Bonfils, Georges Bruyer, Adolfo de Carolis, Jules Migonney, Morin-Jean, Jules-Léon Perrichon, Charles Picart Le Doux, René Quillivic, Pierre Eugène Vibert.

#### 1924
Camille Beltrand, J. Chadel, Jean Lébédeff, Henry Cheffer, Raphaël Drouart, Pierre Gusman, Louis Jou, Herbert Lespinasse, Mathurin Meheut, Edward Pellens, F. L. Schmied, Paul Vera.

#### 1925
Pierre Falké, Daniel Girard, Constant Le Breton, Jean Lombard, Clément Serveau, Léon Schulz, Gabriel Belot, Georges Bruyer, Adolfo de Carolis, Charles Picart Le Doux, F. Siméon, Maximilien Vox.

#### 1926
Paul Adrien Bouroux, Gérard Cochet, André Deslignères, Démétrios Galanis, Pierre Lissac, Jacques Beltrand, J.-E. Laboureur, J. Lébédeff, Le Meilleur, Mathurin Meheut, Vettiner, Pierre Eugène Vibert.

#### 1927
Jacques Boullaire, Foujita, Ernest Gomien, Fernand Hertenberger, Maurice de Lambert, Maurice Rollet (1902-1960), H. Amédée-Wetter, Paul Baudier, Émile Boizot, Robert Bonfils, Hermann-Paul, René Quillivic.

#### 1928
Maurice Busset, Raymond Renefer, Alfred Latour, Louis-Joseph Soulas, Sophie Grisez, G. Le Meilleur, H. Cheffer, Raphaël Drouart, Jules-Léon Perrichon, Théo Schmied, P. Vera, Vettiner. 

#### 1929
Jacques Beltrand, Louis Bouquet, Honoré Broutelle, Georges Bruyer, Maurice Busset, Jules Chadel, P.-E. Colin, Pierre Gusman, Louis Jou, Morin-Jean, Edward Pellens, Clément Serveau,

### Album de la Société de la gravure sur bois originale(1929)
Précédé d'un texte de Noël Clément-Janin, on trouve 24 bois signés par Henri Bacher, Georges Baudin, Angelina Beloff, Philippe Burnot, Germaine de Coster, Gabrielle Faure, Gaspard Maillol, Pierre Albert Génolhac, Charles-Jean Hallo, Yvonne Jean-Haffen, Paul Ledoux, Georges Lemoine, Henri Marret, Paule Marrot, Antoine-Marius Martin, Louis Moreau, Pierre Noury (1894-1981), Charles-Émile Pinson, Emmanuel Poirier, Auguste Rouquet, François-Martin Salvat, Maurice Savignon, Raymond Thiollière, Savinienne Tourrette.